# Le Courrier de l'Ouest
Le Courrier de l'Ouest est un quotidien régional français, dont le siège se trouve à Angers. Le journal est diffusé dans les départements de Maine-et-Loire et des Deux-Sèvres à travers cinq éditions. Il fait partie du Groupe SIPA Ouest-France depuis 2008.

## Historique
À l'origine se trouve Le Courrier d’Angers fondé le 1er janvier 1875. En 1883, Le Courrier d’Angers devient Le Petit Courrier et parait deux fois par semaine. En 1889, le journal devient quotidien.
Le Courrier de l’Ouest paraît pour la première fois le 21 août 1944.
Indépendant jusqu'en 1948, il entre dans le groupe Amaury, qui le revend à la Socpresse (groupe Hersant) en 1992, avant d'être racheté en décembre 2005 par le Groupe SIPA Ouest-France. Le Courrier de l'Ouest lance en novembre 2010 son site internet d'information.

### Identité visuelle

1944 à ?.
? à ?
jusqu'en 1998
1998 à 2009
2009 à 2017
depuis 2017

## Organisation

### Direction
Depuis septembre 2023, son directeur général et directeur de la publication est Marc Dejean et son rédacteur en chef Frédéric Barillé.

### Siège
- 1883 (sous l'appellation Le Petit Courrier) : 35, rue du Mail - Angers[4]
- précédent : 34, rue du Cornet - Angers
- 1944 : 12, place Louis-Imbach - Angers
- actuel : 4, boulevard Albert-Blanchoin - Angers

## Publication

### Diffusion
| Année | Édition de la semaine | Édition du dimanche |
| ----- | --------------------- | ------------------- |
| 2001  | 99 636                | –                   |
| 2002  | 97 736                | –                   |
| 2003  | 97 238                | –                   |
| 2004  | 97 120                | –                   |
| 2005  | 97 361                | 60 376              |
| 2006  | 98 139                | 61 400              |
| 2007  | 99 534                | 61 975              |
| 2008  | 99 238                | 62 554              |
| 2009  | 98 623                | 62 711              |
| 2010  | 97 627                | 62 785              |
| 2011  | 99 231                | 63 030              |
| 2012  | 99 038                | 64 217              |
| 2013  | 97 085                | 63 474              |
| 2014  | 94 776                | 63 071              |
| 2015  | 92 162                | 62 262              |
| 2016  | 89 810                | 61 515              |
| 2017  | 87 779                | 60 672              |
| 2018  | 84 339                | 60 520              |
| 2019  | 79 948                | 57 969              |
| 2022  | 72 868                | 55 097              |
| 2023  | 70 043                | 53 845              |
| 2024  | 67 691                | 52 203              |

### Suppléments
Le Courrier de l'Ouest fait paraître quatre suppléments :
- Loisirs, le dimanche ;
- Sport Ouest, le lundi ;
- TV Magazine Ouest, le samedi (jusqu'en 2022) ;
- Diverto, le samedi (depuis 2023) ;
- Annonces Ouest, le samedi.

### Zones de couvertures et rédactions
Le Courrier de l'Ouest couvre les départements du Maine-et-Loire et des Deux-Sèvres. Il possède cinq éditions et quinze rédactions locales à Angers, Beaufort-en-Vallée, Bressuire, Cholet, Niort, Parthenay, Saint-Maixent, Saumur, Segré, Thouars.

## Financement
De 2003 à 2010, Le Courrier de l'Ouest, comme de nombreux titres de presse en France, bénéficie des mesures gouvernementales en faveur de la modernisation de la presse. Ainsi, le journal perçoit des aides émanant du fonds d'aide à la modernisation de la presse, notamment en 2006 il perçoit 1,87 million d’euros d’aide pour le renouvellement de ses rotatives. Entre 2012 et 2017, Le Courrier de l'Ouest a perçu 4 742 223 euros d'aides à la presse.